# Geoffroy de Montbray
Geoffroy de Montbray ou Geoffroy de Coutances, Gaufredus en latin (parfois de Mowbray en anglais) († 2 février 1093, Coutances), évêque de Coutances de 1049 à 1093, est un baron anglo-normand, l'un des plus proches conseillers de Guillaume le Conquérant, qu'il accompagne dans sa conquête de l'Angleterre. Il est l'un des acteurs principaux des réformes ecclésiastiques qui essaient de redonner au clergé normand son lustre d'avant les raids vikings.

## Biographie

### Ses origines
Geoffroy est probablement apparenté à une famille de barons normands du Cotentin, seigneurs possédant le château de Montbray près de Coutances (Manche). Il avait plusieurs frères, parmi lesquels Mauger, et une sœur. Il est probablement frère ou demi-frère de Roger de Montbray, aucun document n'apportant de précision. Son surnom « de Montbray » provient de celui présenté comme son neveu Robert de Montbray, héritier de ses honneurs en Angleterre. Du côté de sa mère, il est évoqué qu'il serait apparenté à Néel de Saint-Sauveur, mais le nom de son frère peut faire penser qu'il serait apparenté à la famille ducale. Il est toutefois certain qu'il possède des origines nobles.

### Accession à l'évêché et réorganisation
Son frère Mauger lui achète l'évêché de Coutances. Il est consacré à Rouen le 12 mars 1049, probablement par l'archevêque Mauger. Au concile de Reims en 1049, il est accusé avec d'autres d'avoir acheté sa fonction d'évêque (simonie). Il confesse « qu'à son insu, son frère lui avait acheté un évêché, qu'il avait voulu s'enfuir en apprenant ce contrat, mais qu'on l'avait contraint d'accepter la charge épiscopale »,. Le concile accepte finalement son affirmation sous serment qu'il a été mis en place de force, et confirme sa nomination,.
Avant 1066, il est l'un des acteurs principaux des réformes ecclésiastiques en Normandie qui sont patronnées par le duc de Normandie Guillaume le Bâtard (plus tard le Conquérant).
Son diocèse est en triste état et pratiquement laissé à l'abandon depuis quelques dizaines d'années. L'église de Coutances n'a que cinq chanoines et aucune bible. Elle a aussi perdu la plupart de ses propriétés et n'a plus beaucoup de revenus. Geoffroy s'attèle à recouvrer ces terres et à chercher de nouvelles sources de revenus, car sans fonds il ne peut pas réorganiser son diocèse.
En avril 1050 il se rend à Rome pour assister à un synode et rencontrer ses paroissiens installés en Italie du sud, les Hauteville,. Il ramène à Coutances un véritable trésor, probablement les dépouilles des églises pillées par Robert Guiscard. Il achète pour 300 livres la moitié de la ville et des faubourgs de Coutances au duc Guillaume et commence la construction d'un palais épiscopal,. Celui-ci, véritable résidence princière, possédait un parc cerné d'une double enceinte. Il achète aussi des terres un peu partout dans le Cotentin et y encourage le développement économique.
Faisant étalage de son talent pour les affaires séculières, il collecte des fonds pour poursuivre la construction de la cathédrale Notre-Dame de Coutances engagée par son prédécesseur Robert. Celle-ci est dédicacée le 8 décembre 1056 en présence du duc Guillaume le Bâtard,. La majeure partie de son travail de restauration de l'évêché de Coutances est fini avant 1066, car depuis la conquête, il passe pratiquement tout son temps en Angleterre,. Les revenus qu'il y acquiert servent aussi à l'embellissement de la cathédrale.
Son management des chanoines du chapitre cathédral et sa gestion des biens du diocèse lui valent le respect du clergé local et notamment du chanoine Jean, l'auteur du traité De statu huius [Constantiensis] ecclesiae,. L'ouvrage décrit comment il lève des fonds, augmente le nombre de prébendes pour les chanoines et nomme de nouveaux dignitaires,. Il rappelle à Coutances les sept chanoines installés à la collégiale Saint-Lô de Rouen. Il réorganise ainsi l'administration du diocèse et crée deux autres chanoines composant un chapitre de quatorze chanoines avec d'importantes prébendes. Il relate aussi qu'une école est créée pour former ses élèves à devenir prêtres des paroisses du diocèse.
Il entrevoit aussi que le développement économique de son diocèse nécessite un développement urbain et une meilleure circulation des marchandises. Après avoir fait construire un pont en pierre sur la Vire à Saint-Lô, les revenus générés par les droits de péage passent de 15 à 220 livres sterling,.

### Conquête normande de l'Angleterre
Intime et proche conseiller du duc de Normandie, il l'accompagne dans sa conquête de l'Angleterre en 1066. Guillaume de Poitiers relate qu'avec Odon de Conteville, l'évêque de Bayeux et demi-frère du Conquérant, il n'est présent à la bataille de Hastings que pour aider par ses prières, et qu'ils ne participent pas à la célèbre bataille. Il a aussi un rôle important dans le protocole lors du couronnement de Guillaume le Conquérant à Westminster le 25 décembre 1066, et l'acclamation qu'il mène manque de créer une émeute.
Faisant partie des hommes de confiance du Conquérant, il est massivement récompensé pour sa participation à la conquête, et reçoit entre 265 et 269 manoirs répartis dans quinze comtés anglais,, dont 76 dans le Somerset et 97 dans le Devonshire. Ses terres génèrent 788 livres sterling de revenus annuels, ce qui fait de lui l'un des dix barons les plus riches du royaume.
En 1069, il va à la rescousse de la garnison du château de Montacute (Somerset) assiégé par des rebelles anglo-saxons. Durant la révolte des comtes en 1075, il mène conjointement une armée avec Odon de Bayeux contre Ralph de Gaël, le comte de Norfolk. Ils assiègent et prennent le château de Norfolk. Les rebelles capturés ont le pied droit coupé afin de pouvoir être reconnus ultérieurement. Geoffroy ne prend pas part aux combats et tient strictement un rôle d'encadrement.
Bien que toujours évêque de Coutances, il passe pratiquement tout le règne de Guillaume le Conquérant en Angleterre. Son activité principale est de régler les disputes de terres les plus importantes, comme celle de Penenden Heath en 1072, où Lanfranc, l'archevêque de Cantorbéry revendique des terres qui sont sous le contrôle d'Odon de Bayeux.
Il accompagne Guillaume le Conquérant en Normandie et dans le Maine en 1078 et 1080,. En Angleterre, il est l'un des commissaires du Domesday Book pour l'Est-Anglie.

### Fin de vie

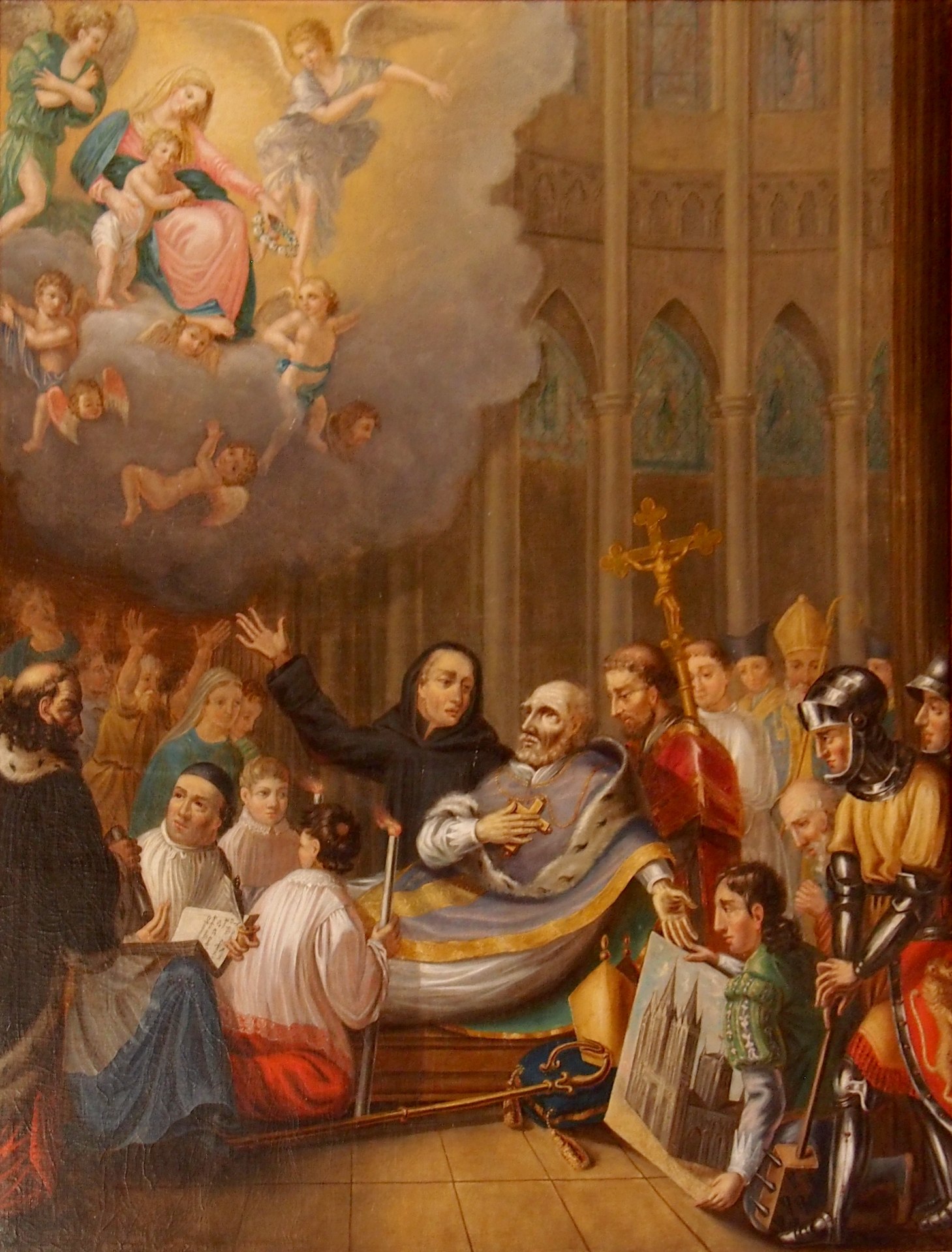
Le tableau La Mort de Geoffroy de Montbray, dans la chapelle Saint-Pierre de Montbray.

À la mort du Conquérant en 1087 dont il assiste aux obsèques à Caen, Robert Courteheuse reçoit en héritage la Normandie, et Guillaume le Roux l'Angleterre. Cette situation pose un gros problème de loyauté aux barons normands. Quasiment tous ont des possessions des deux côtés de la Manche et doivent donc obéir à deux seigneurs. Geoffroy de Montbray fait partie de ceux qui veulent un retour à un commandement unique. Il participe donc à la rébellion de 1088, qui a pour but de remplacer le roi Guillaume II le Roux par son frère aîné, le duc Robert Courteheuse. Accompagné de son neveu Robert, comte de Northumbrie, il met à sac Bristol, Bath, Berkeley et une grande partie du Wiltshire.
La rébellion échoue, mais le roi décide de pardonner massivement aux rebelles. Geoffroy de Montbray essaye de s'insinuer dans les bonnes grâces du roi durant le procès fait à Guillaume de Saint-Calais, accusé d'avoir déserté le roi au moment critique. Il se retire en Normandie, où il reste jusqu'à sa mort à Coutances le 2 février 1093. Il serait enterré dans le chœur de la cathédrale selon A.F. Lecanu dans son Histoire des évêques de Coutances. Selon Joël Herschmann, sa tombe se trouverait dans le déambulatoire, devant la chapelle axiale de la Circata. Précédemment placée à l’extérieur de la cathédrale romane, sa reconstruction par une enveloppe extérieure composée de chapelles rayonnantes à l'époque gothique, qui aurait conservé l'abside romane, a inclus la tombe de Geoffroy à l'intérieur de l'édifice.